# 彎刀攻擊行動
彎刀攻擊行動（Operation Khanjar），是2009年駐阿富汗美軍的一次大型軍事行動。從7月2日凌晨起，約4000名美國海軍陸戰隊和650名阿富汗國防軍士兵對阿富汗南部的赫爾曼德省發起大規模的攻擊，目的是為了清剿盤踞在赫爾德曼河谷的塔利班勢力，在8月20日的阿富汗總統選舉舉行之前強化安全。
赫爾曼德省盛產罌粟，是塔利班勢力最強大的一個地區，僅在2009年，駐阿盟軍就有26人在該地遇難。盟軍最高指揮官斯坦利·麥克里斯特爾表示，這次行動不僅是要打擊塔利班，更要奪取赫爾曼德省的控制權，並駐留在該地，最終將安全責任轉交阿富汗部隊。
這次軍事行動是美國總統巴拉克·奧巴馬上任以來調整阿富汗戰略部署後的首次大型軍事行動，也是美軍自越南戰爭以來最大規模的攻擊行動。